# Dormington
Dormington est une paroisse civile et un village du Herefordshire, en Angleterre.